# 2 cm KwK 30
El 2 cm KwK 30 L/55 (2 cm Kampfwagenkanone 30 L/55) fue un cañón automático alemán de 20 mm, normalmente utilizado como el armamento principal del tanque ligero Panzerkampfwagen II (SdKfz. 121). Fue utilizado durante la Segunda Guerra Mundial. Fue producido a partir de 1935 por Mauser y Rheinmetall-Borsig hasta el final de la guerra.
El 2 cm KwK 30 también fue la base de desarrollo del 2 cm C/30, una variante para aeronaves, siendo montada experimentalmente en algunos Heinkel He 112 y probando ser un arma de ataque a tierra formidable durante la Guerra Civil Española. La doctrina del ataque aire-tierra directo no era considerada una prioridad para la Luftwaffe, por lo que el cañón no fue montado en otras aeronaves y se descontinuó su desarrollo.
Una versión mejorada, el 2 cm KwK 38 L/55 (2 cm Kampfwagenkanone 38 L/55), fue utilizado en los Panzer II desde el modelo Ausf J. en adelante. Además, fue utilizado en el vehículo antiaéreo SdKfz 251/17 Schützenpanzerwagen (2 cm), el cual montaba el cañón en un afuste de pedestal dentro de una pequeña torreta ligeramente blindada con protección mínima para el artillero. Posteriormente en la guerra, el SdKfz 251/17 fue utilizado como vehículo de comandante de pelotón en reemplazo del SdKfz 251/10 Schützenpanzerwagen (3,7 cm PaK).

## Munición
El 2 cm KwK 30 disparaba el cartucho 20 x 138 B. A continuación se presentan valores de penetración contra un blanco de blindaje homogéneo laminado con una inclinación de 30 grados.
- PzGr.39 (AP) (Puede atravesar 23 mm de blindaje a 100 m y 14 mm a 500 m)
- PzGr.40 (APCR)  (Puede atravesar 40 mm de blindaje a 100 m y 20 mm a 500 m)
- Sprgr.39 (HE)

## Vehículos en que fue montado
- Bergepanther (SdKfz 179)
- Panzerkampfwagen II (SdKfz 121)
- SdKfz 222 Leichter Panzerspähwagen
- SdKfz 231 Schwerer Panzerspähwagen
- SdKfz 232 Schwerer Panzerspähwagen
- SdKfz 234/1
- SdKfz 251/17 Schützenpanzerwagen (2 cm)